# 尚克伊
尚克伊（法語：Champcueil，法語發音：[ʃɑ̃kœj] ⓘ）是法国法兰西岛大区埃松省的一个市镇，属于埃夫里区。

## 地理
尚克伊（48°30'55"N, 2°26'48"E）面积16.35 平方千米，位于法国法蘭西島大區埃松省，该省份为法国北部内陆省份，北起上塞纳省和马恩河谷省，西接厄尔-卢瓦省和伊夫林省，南至卢瓦雷省，东临塞纳-马恩省。
与尚克伊接壤的市镇（或旧市镇、城区）包括：舍瓦讷、欧韦尔诺、埃松河畔巴朗库尔、博尔讷、蒙德维尔、楠维尔莱罗什、埃科勒河畔苏瓦西。

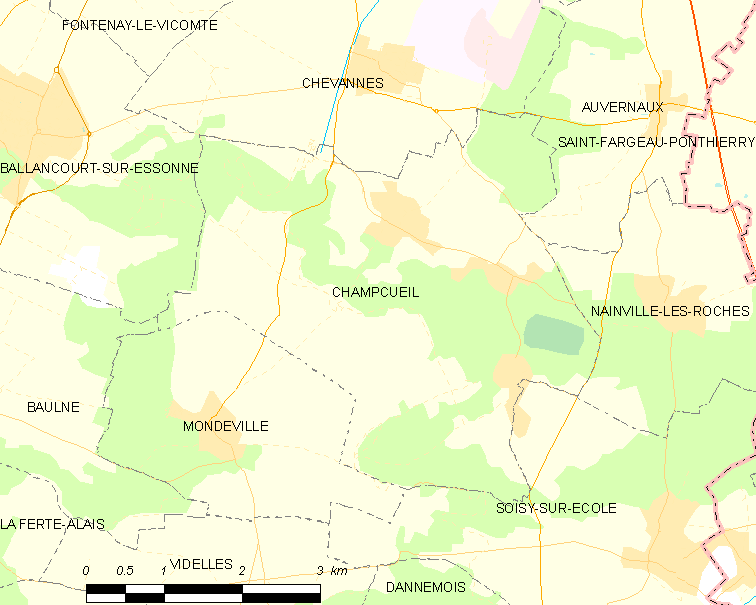
尚克伊的OSM定位图

尚克伊的时区为UTC+01:00、UTC+02:00（夏令时）。

## 行政
尚克伊的邮政编码为91750，INSEE市镇编码为91135。

## 政治
尚克伊所属的省级选区为梅讷西县。

## 人口

1962-2008年间尚克伊人口变化图示

尚克伊于2022年1月1日时的人口数量为2873人。